# Tranquilize
Tranquilize is een nummer van de Amerikaanse alternatieve rockband The Killers uit 2007, in samenwerking met de Amerikaanse zanger Lou Reed. Het verscheen als nieuw nummer op het Killers-verzamelalbum Sawdust.
The Killers waren in de eerste instantie zenuwachtig voordat ze Lou Reed ontmoetten, aangezien Reed bekendstond als nukkig. Maar volgens frontman Brandon Flowers bleek Reed later "echt een aardige kerel" te zijn. "Tranquilize" bereikte geen Amerikaanse hitlijsten, maar werd wel een bescheiden hit in het Verenigd Koninkrijk. Ook in het Nederlandse taalgebied viel de plaat buiten de hitlijsten.

## Tracklijst
7"
1. "Tranquilize"
2. "Shadowplay"